# EN 335
La norme EN 335 est une norme européenne (EN) adoptée en France (NF) relative à la durabilité du bois et de ses matériaux dérivés. 
Elle est intitulée : Durabilité du bois et des matériaux à base de bois - Classes d'emploi : définitions, application au bois massif et aux matériaux à base de bois. 